# ابراهیم غالی
ابراهیم غالی (انگلیسی: Brahim Ghali؛ زادهٔ ۱۶ سپتامبر ۱۹۴۹) سیاست‌مدار اهل صحرای غربی است. غالی به عنوان یک شخصیت تاریخی خدمت کرده‌است، وی به عنوان سومین رئیس‌جمهور، نقش مهمی در مبارزه مردم صحرا بر خودباوری و استقلال از مراکش ایفا کرده‌است.